# Morning Has Broken
"Morning Has Broken" là một bài ca tụng Thiên Chúa nổi tiếng được  xuất bản lần đầu tiên vào năm 1931. Lời do nhà thơ người Anh Eleanor Farjeon và giai điệu theo một đoạn nhạc Gaelic truyền thống có tên là Bunessan. Lời bài hát có nội dung ca tụng Thiên Chúa và sử dụng tiếng Anh cổ nên bản thân người nói tiếng Anh cũng thấy khó hiểu những ca từ này  Cat Stevens hát và phát hành bài này trong album Teaser and the Firecat năm 1971. Bài này đã mang đậm dấu ấn của Stevens và lên đến hạng 6 trên US pop chart và đứng vị trí số 1 trên US easy listening chart vào năm 1972.